# Neso (satelit)
Neso /'ne.so/, cunoscut și sub numele de Neptun XIII, este cel mai exterior satelit natural cunoscut al lui Neptun. Este un satelit neregulat descoperit de Matthew J. Holman, Brett J. Gladman et al. pe 14 august 2002, deși a trecut neobservat până în 2003. Neso orbitează în jurul lui Neptun la o distanță de peste 48 Gm (milioane km), ceea ce îl face (din 2015) cel mai îndepărtat satelit cunoscut al oricărei planete. La apoapsidă, satelitul se află la mai mult de 72 Gm de Neptun. Această distanţă este suficient de mare pentru a depăşi afeliul lui Mercur, care se află la aproximativ 70 Gm de Soare.

Sateliții neregulați ai lui Neptun

Neso este, de asemenea,satelitul cu cea mai lungă perioadă orbitală, 26,67 ani. Urmează o orbită retrogradă, foarte înclinată și extrem de excentrică ilustrată pe diagramă în raport cu alți sateliți neregulați ai lui Neptun. Sateliții de deasupra axei orizontale sunt prograzi, sateliții de sub ea sunt retrograzi. Segmentele galbene se extind de la pericentru la apocentru, arătând excentricitatea.
Neso are un diametru de aproximativ 60 kilometri (37 mi) pe baza unui albedo presupus și presupunând o densitate medie de 1,5 g/cm3, masa sa este estimată la 2 ×1017 kg.
Având în vedere similitudinea parametrilor orbitei cu Psamathe (S/2003 N 1), s-a sugerat că ambii sateliți neregulați ar putea avea o origine comună în destrămarea unui satelit mai mare. 
Neso este numit după una dintre Nereide. Înainte de anunțarea numelui său pe 3 februarie 2007 (IAUC 8802), Neso era cunoscut prin denumirea sa provizorie, S/2002 N 4.